# 釣り情報 山元八郎の濡れ手に魚
釣り情報 山元八郎の濡れ手に魚（つりじょうほう・やまもとはちろうの・ぬれてにうお）は、スカイ・A sports+で2005年から2011年5月まで放送されていた釣りの番組である。

## 概要
- 題名にあるように、釣り名人・山元八郎がパーソナリティー・監修を勤める冠番組である。
- 全国各地の釣りスポットにある釣具店・渡船などを山元が取材し、最新の釣果状況を電話取材したものを伝える。
- 2011年5月2日をもって終了した。

## 放送日時
プロ野球中継他により変更あり（2010年9月現在）
- 初回放映 木曜17時から17時30分
- 再放映 金曜17時00分から17時30分、土曜18時00分から18時30分、日曜17時00分から17時30分、月曜16時30分から17時00分

最終回は月曜11時30分から放送された。